# تراسي موسلي
تراسي موسلي (بالإنجليزية: Tracey Mosley)‏ هي لاعبة كرة لينة أسترالية، ولدت في 25 سبتمبر 1973 في سيدني في أستراليا.

## وصلات خارجية
- تراسي موسلي على موقع أوليمبيديا (الإنجليزية)
- تراسي موسلي على موقع اللجنة الأولمبية الأسترالية (الإنجليزية)